# Grenzwaldbrücke

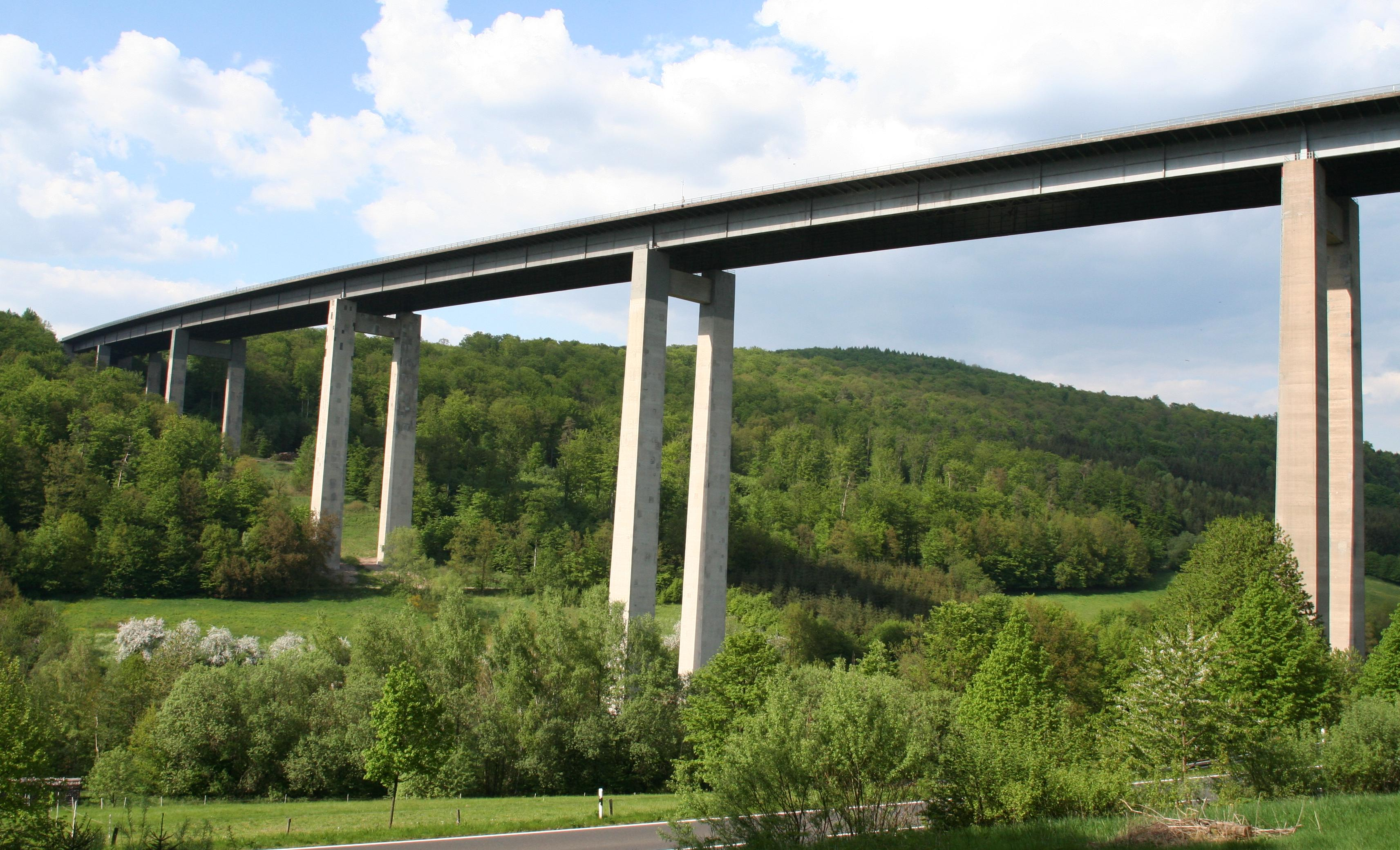
Die Brücke von der Seite

Die Grenzwaldbrücke ist ein Bauwerk der Bundesautobahn 7 bei Streckenkilometer 587. Sie liegt in der Rhön an der hessisch-bayerischen Landesgrenze zwischen dem Dreieck Fulda und der Anschlussstelle Bad Brückenau/Volkers. Die Talbrücke überspannt das Tal der Kleinen Sinn sowie eine Landstraße, die Speicherz und Oberzell verbindet. Sie besteht aus einem gemeinsamen Stahlüberbau für beide Richtungsfahrbahnen mit insgesamt vier Fahr- und zwei Standstreifen.
Die Autobahntrasse besitzt im Verlauf der Brücke im Grundriss einen Radius von 2000 m sowie ein Quergefälle von 2,50 %. Die 935 m lange, und 30,5 m breite Brücke hat eine Höhe von maximal 96 m über dem Tal.
Die Balkenbrücke wurde im Rahmen des Neubaus der Bundesautobahn 7 in den Jahren 1964 bis 1968 errichtet. Es war damals die größte Straßenbrücke Bayerns. Die Baukosten betrugen rund 22 Millionen Mark.

## Überbau
Der stählerne Überbau mit 8600 t Masse ist eine zum großen Teil geschweißte Plattenbalkenkonstruktion mit zwei vollwandigen Hauptträgern und einer orthotropen Fahrbahnplatte. Er wurde im Freivorbau mit bis zu drei Montagehilfsstützen im mittleren Feld errichtet. Die neunfeldrige Brücke besitzt Stützweiten von 65 m – 100 m – 2 × 120 m – 125 m – 2 × 120 m – 100 m – 65 m. Die Hauptträger sind im Abstand von 20,2 m angeordnet und haben am Widerlager eine Steghöhe von 4,0 m sowie in Brückenmitte von 5,8 m. Die senkrecht dazu angeordneten Querträger liegen in Abständen von 2,5 m bei Höhen von maximal 0,8 m, alle 20 m sind 2,5 m hohe Fachwerkquerträger angeordnet.

## Gründung und Unterbau
Die Widerlager und Pfeiler sind flach gegründet. Die Fundamente der 95 m hohen Talpfeiler sind 2,75 m dick bei einer Grundrissfläche von 12,0 m × 14,0 m. Der Unterbau besteht unter anderem aus acht Pfeilerpaaren mit rechteckigen, begehbaren Hohlquerschnitten aus Stahlbeton. Am Pfeilerkopf betragen die Außenabmessungen bei den hohen Pfeilern 6,4 m in Brückenquer- und in 4,0 m Brückenlängsrichtung. Die Abmessungen der Schäfte reduzieren sich mit wachsender Höhe im Verhältnis 1:80. Die Wandstärke beträgt zwischen 30 cm und 45 cm. Die mittleren sieben Pfeilerpaare sind durch Kopfriegel mit 2,5 m Breite und 5,0 m Höhe miteinander verbunden.

## Instandsetzung

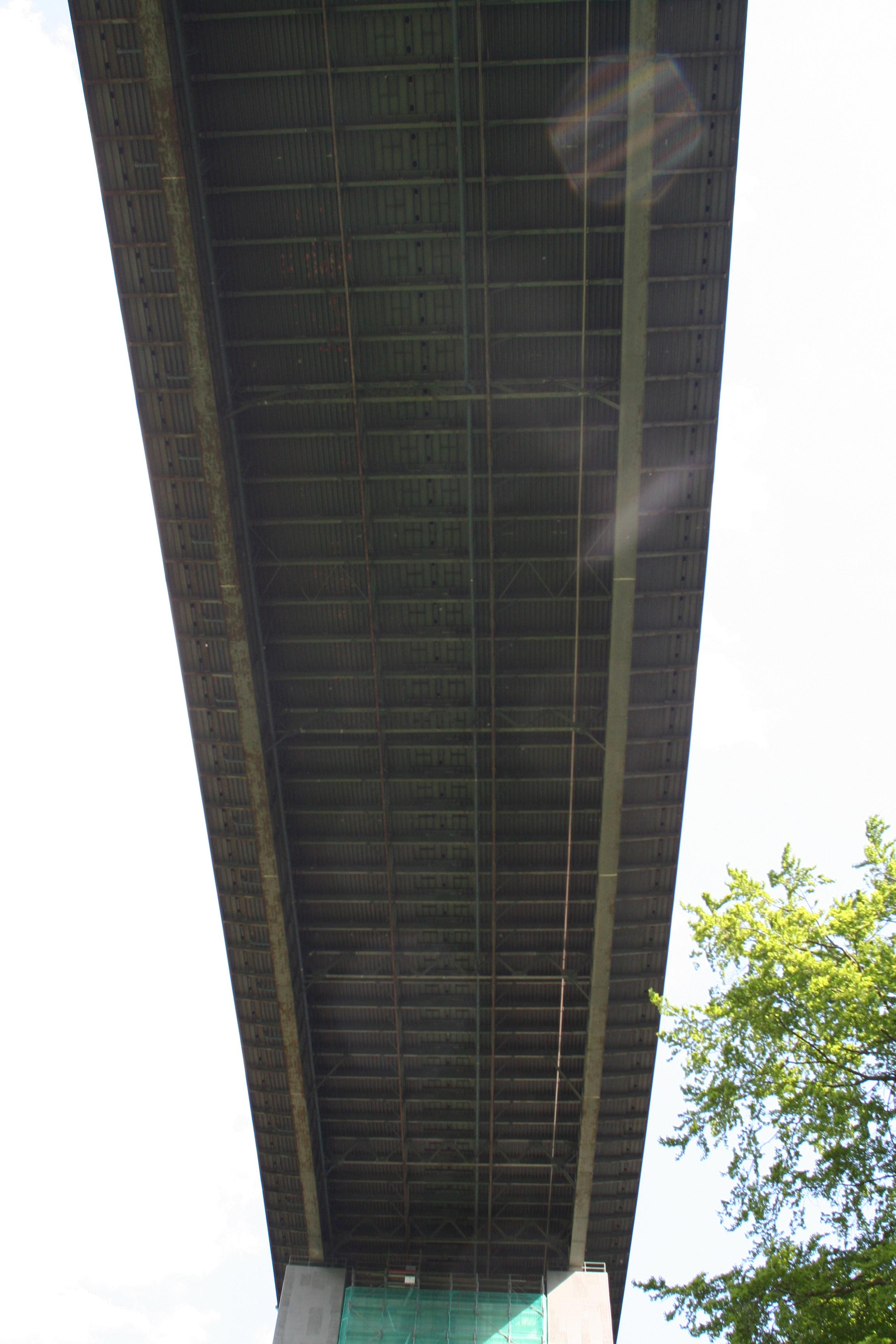
Brückenuntersicht

Im Jahr 2006 begann bei der Grenzwaldbrücke für 14,1 Millionen Euro eine umfangreiche Instandsetzung. Diese umfasste die Erneuerung von Abdichtung, Fahrbahnbelag Kappen, Geländer, Lagern und Fahrbahnübergängen. Außerdem sollte der Stahlüberbau einen neuen Korrosionsschutz erhalten und an allen Pfeilern eine Betonsanierung durchgeführt werden, wobei Mastkletterbühnen zum Einsatz kommen sollten. Laut einem Staatsvertrag zwischen Hessen und Bayern vom September 2021 weist die Brücke erhebliche statische, bauliche und altersbedingte Defizite auf. Gemäß Nachrechnung lassen sich nicht sämtliche erforderlichen Nachweise für den Grenzzustand der Tragfähigkeit erbringen. In Anbetracht der rechnerischen Überschreitungen und der vorhandenen Bauwerksschäden wurde bei Umsetzung verkehrlicher Kompensationsmaßnahmen eine maximale Restnutzungsdauer von 15 Jahren empfohlen. Im Januar 2024 stellte die Autobahn GmbH bei der Regierung von Unterfranken den Antrag auf Durchführung des Planfeststellungsverfahrens für den Ersatzneubau der Brücke.